# Aharon David Gordon
Aharon David Gordon (hebrejsky: אהרן דוד גורדון, rusky: Аарон Давид Гордон) byl sionistický aktivista a teoretik.
Narodil se ve vesnici Trojaniv v regionu Podolí v tehdejší Ruské říši (dnes Ukrajina) v nábožensky založené židovské rodině. Po sňatku dostal Gordon zodpovědnost za správu velké výměry zemědělských pozemků. V této době se začal angažovat v hnutí Chovevej Cijon. V roce 1904, poté, co mu vypršel pronájem pozemků v Rusku, přesídlil do tehdejší turecké Palestiny. Do ní dorazil 27. února 1904, ve věku 48 let. Byl tedy mnohem starší než většina sionistických průkopníků, kteří do této země tehdy v rámci druhé alije přicházeli.
Pracoval jako zemědělský dělník v Petach Tikva, pak v Rišon le-Cijon a nakonec se usídlil v nově zřízené kolektivní osadě typu kibuc Deganija.
Podílel se na vzniku hnutí a politického směru ha-Po'el ha-ca'ir. Zformuloval principy sionismu, které ovlivnily několik generací Židů a patří mezi nejvýznamnější postavy dělnického sionismu. Prosazoval rozmach fyzické práce na vlastní půdě, čemuž přikládal částečně náboženský, posvátný charakter a spatřoval v tom možnost, jak docílit vysvobození Židů z jejich dosavadního národního a ekonomického stavu. Zemřel 22. února 1922 a byl pohřben v Deganiji.
Jeho jméno převzala sionistická organizace Gordonia. Jeho myšlenkami se inspirovala skupina osadníků z kibuců okolo hnutí Chever ha-kvucot.